# Рух за статус штату для Пуерто-Рико
Рух за статус штату для Пуерто-Рико направлений на те, щоб зробити острівну територію Пуерто-Рико 51-им штатом Сполучених Штатів Америки. Було проведено п'ять референдумів щодо цього питання, останній з них в 2017 році. Населення Пуерто-Рико в 2015 році складало понад три мільйони осіб, що є більшим ніж в 21 найменшому штаті.
В листопаді 2012 року був проведений четвертий референдум щодо подальшого статусу територій. Рівно 54 % громадян проголосували проти збереження поточного політичного статусу. Ті, які проголосували проти залишення Пуерто-Рико територією, мали можливість вибрати альтернативний варіант подальших подій, 61.11 % з них вибрали статус штату, 33.34 % вибрали вільну асоціацію та ще 5.55 % вибрали незалежність. 11 грудня 2012 Законодавча асамблея Пуерто-Рико ухвалила консультативну резолюцію, в якій попросила Президента США та Конгрес США серйозно поставитись до вимог народу Пуерто-Рико, закінчити поточний політичний статус острова щоб почати його перехід у статус штату.
В 2014 році до обох палат Конгресу США були внесені проєкти резолюцій про проведення в Пуерто-Рико референдуму щодо набуття статусу штату, де можна було б відповісти лише «так» або «ні», і у випадку якщо більшість скаже «так» зобов'язати Президента США подати до Конгресу законопроєкт щодо надання Пуерто-Рико статусу штату. Обидва проєкти резолюцій не пішли далі комітетів.
П'ятий, і наразі останній, референдум був проведений 11 червня 2017. Явка склала всього лише 23 %, історичний антирекорд для території, де явка рідко значно відхилялась від 80 %. Більшість громадян вирішили бойкотувати голосування, виражаючи невдоволення через нескінченні безрезультатні референдуми, а також виражаючи протест адміністрації губернатора Рікардо Росселло (який виступає за статус штату), яка вирішила витрачати публічні кошти на субсидіювання цього голосування, коли острів переживав тяжку фінансову кризу. Також громадяни були невдоволені введеними заходами жорсткої економії фіскальною радою, яку вони не обирали. Деякі пізніше намагалися покласти відповідальність за бойкот на Народно-демократичну партію Пуерто-Рико, пояснюючи це підтримкою цією партією статусу-кво. Серед мінімальної кількості голосувальників, 97.18 % вибрали статус штату, 1.5 % вибрали незалежність та 1.32 % висловились за залишення Пуерто-Рико територією США. В червні 2018 року представниця Пуерто-Рико в Палаті представників США Дженніфер Гонсалез подала законопроєкт із «дорожньою мапою» переходу Пуерто-Рико до статусу штату до 2021 року, але цей законопроєкт так ніколи і не був розглянутий.

## Передумови
Після перемоги США в іспансько-американській війні, Пуерто-Рико, як і деякі інші колишні іспанські території, були передані Сполученим Штатам Америки відповідно до Паризької мирної угоди 1898 року. Пуерто-Рико стало неінкорпорованою організованою територією США, внаслідок серії судових рішень винесених Верховним судом США, відомих під узагальнюючою назвою «Острівні справи», а також внаслідок ухвалення декількох статутів Конгресом.
В 1900 році Конгрес США ухвалив «Закон Форакера», який встановив на території Пуерто-Рико цивільний уряд, а потім, в 1917 році, пуерториканцям було надано громадянство США за «Законом Джонса-Шафрота». Виконавчий офіс Президента США відповідальний за політичні зв'язки між Сполученими Штатами та Пуерто-Рико, хоча в розділі Конституції США про управління територіями сказано, що встановлювати чи скасовувати правила і статути щодо територій має Конгрес.

### Потенційні вигоди від статусу штату
Пуерто-Рико за населенням є найбільшою територією США зі значним відривом, більшою навіть ніж майже половину штатів. Також Пуерто-Рико є найбільшою територією і за площею. Штат Коннектикут має приблизно однакові із Пуерто-Рико населення та територію. Але при цьому жителі Пуерто-Рико не беруть участі у виборах президента США, а на виборах до Конгресу обирають лише делегата до Палати представників без права голосу. Хоча пуерториканці, які живуть на території одного з 50 штатів, можуть повноцінно брати участь у виборах. Якщо Пуерто-Рико стане штатом, то пуерториканці отримають такі ж самі виборчі права, як і жителі інших 50 штатів.
На початку 2017 року в Пуерто-Рико сталася криза урядового боргу, коли облігаційні борги уряду Пуерто-Рико зросли до 70 мільярдів доларів, або 12 000 на кожного пуерториканця, і це при рівні безробіття у 12.4 %. Статус штату може бути корисним у випадку фінансової кризи, оскільки він відкриє процедуру банкрутства та відповідний захист. Конгрес має повноваження проголосувати за надання фінансового захисту навіть не штатам, а територіям, але наприкінці 2015 року ця концепція мала низьку підтримку в Палаті представників. Іншими вигодами від статусу штату є високі виплати по інвалідності та медичне фінансування, а також мінімальна заробітна плата, яка встановлена на федеральному рівні і є більшою за таку в Пуерто-Рико.

### Потенційні недоліки від статусу штату
Наразі, пуерториканці зобов'язані сплачувати лише федеральний податок на дохід, якщо вони працюють на території штатів чи у Вашингтоні, але не вдома, окрім випадків роботи на уряд США. Ця перевага може зникнути, якщо Пуерто-Рико стане штатом. Американські корпорації, які зараз працюють в Пуерто-Рико в статусі контрольованих іноземних корпорації, можуть переміститись кудись в інше місце, якщо Пуерто-Рико стане штатом і з них почнуть збирати федеральний корпоративний податок.
Аргументами проти надання Пуерто-Рико статусу штату є відсутність виразно і голосно вираженого пуерториканцями бажання стати штатом, у порівнянні з іншими альтернативними до поточного статусу варіантами, мовні та культурні відмінності між пуерториканцями та американцями зі штатів (пуерториканці є переважно іспаномовними), проблема із тим що пуерториканці еммігрують з острова, а також слабка, у порівнянні зі штатами, економіка яка потребуватиме постійної допомоги від федерального уряду.

## Історія
Після передачі суверенітету над Пуерто-Рико від Іспанії до США, відносини між Пуерто-Рико та США поступово розвивались. 11 квітня 1899 року набула чинності мирна угода між Іспанією та США, яка встановила військовий уряд на острові. Цей уряд працював недовго, і вже 2 квітня 1900 Конгрес США ухвалив «Закон Форакера», який встановив на острові цивільний уряд та встановив вільну торгівлю між Пуерто-Рико та США. Пуерториканці хоч і ще не могли обирати членів виконавчої влади території, тепер мали можливість вибирати місцевих представників та делегата до Конгресу США, який не має права голосу але може брати участь в засіданнях Палати представників. В 1917 році, із набуттям чинності «Законом Джонса-Шафрота», Пуерто-Рико було організоване в територію, а її жителям було надане громадянство США.
Починаючи з 1967 року, відбулося декілька референдумів, де були питання про набуття статусу штату. Пуерториканці на цих референдумах вирішували не змінювати статус-кво, аж до 2012 року, коли вони все ж надали перевагу статусу штату. Перший референдум щодо статусу острова відбувся 23 липня 1967 року. Громадянам надали вибір між статусом території, статусом штату та незалежністю. Більшість громадян проголосували за статус території, явка склала 65.9 %. Другий референдум відбувся 14 листопада 1993 року, голоси розділились майже порівну: 48.9 % за статус території та 46.6 % за статус штату, ще 4.5 % проголосували за незалежність. Наступний, третій, референдум відбувся всього через п'ять років, 13 грудня 1998, на ньому був вибір із п'яти варіантів: «обмежене самоуправління (територія)», «вільна асоціація», «штат», «незалежність» та «нічого з вище наведеного». Тоді 46.6 % голосів було віддано за статус штату, 50.5 % вибрали варіант «нічого з вище наведеного», інші варіанти отримали незначну кількість голосів. Явка склала 71 %.

### Референдум 2012 року
Четвертий референдум відбувся 6 листопада 2012 року, одночасно із виборами до Конгресу США. Жителям Пуерто-Рико поставили такі два питання:
1. чи вони погоджуються зберегти територіальний статус Пуерто-Рико;
2. вказати політичний статус, якому вони віддають перевагу, із трьох можливих: статус штату, незалежність та суверенна нація із вільною асоціацією зі США.[21]

З тих що голосували, 970 910 осіб або рівно 54 % відповіли «ні» на перше питання, висловившись проти збереження поточного політичного статусу, а інші 828 077 осіб або 46 % відповілі «так». З тих хто відповів на друге питання, 834 191 громадян (61.2 %) вибрали статус штату, 454 768 (33.3 %) вибрали вільну асоціацію та 74 895 (5.5 %) вибрали незалежність.
В грудні 2012 року газета «Caribbean Business» отримала, за її твердженням від джерела в Білому домі, інформацію що Барак Обама намагався вмовити Конгрес США почати діяти відповідно до результатів референдуму. 1 серпня 2013 року Комітет Сенату США з енергетики та природних ресурсів провів слухання щодо статусу Пуерто-Рико, як прямий результат референдуму 2012 року. На слухання були запрошені Губернатор Пуерто-Рико Алехандро Ґарсіа-Паділья, Делегат від Пуерто-Рико в Палаті представників Педро Перлуїзі, відомий прихильник статусу штату Рубен Берріос, щоб висловити свою позицію та ввідповісти на питання комітету.

### Референдум 2017 року
Оскільки на референдумі 2012 року пів мільйона бюлетенів так і залишились порожніми, що створило сумніви у тому, якими є справжні бажання громадян, Конгрес вирішив проігнорувати його результати. Тому ще один, п'ятий, і поки що останній, референдум був проведений 11 червня 2017. Він отримав неофіційну назву «Плебісцит про негайну деколонізацію Пуерто-Рико». Новообраний Губернатор Рікардо Росселло, палкий прихильник статусу штату для Пуерто-Рико, заявив журналістам: «Статут штату для Пуерто-Рико допоможе в розвитку нашої економіки і допоможе вирішити нашу 500-річну колоніальну дилему… Колоніалізм це не варіант… Це питання прав людини… 3.5 громадян прагнуть абсолютної демократії». Приблизно одночасно із референдумом, пуерториканські законодавці збирались голосувати за законопроєкт, який би дозволив Губернатору подати проєкт нової конституції штату і провести вибори сенаторів і представників до Конгресу.
На цьому референдумі 97.18 % висловились за статус штату, але явка склала всього 23 %.

### Спеціальна комісія ООН з деколонізації
Починаючи з 1953 року Спеціальна комісія ООН з деколонізації проводить оцінювання політичного статусу Пуерто-Рико і думає над тим як допомогти йому досягти «незалежності» або «деколонізації». В 1978 році ця комісія визначила що між Пуерто-Рико та США існують колоніальні взаємовідносини. Комісія з деколонізації часто згадує Пуерто-Рико як націю в своїх звітах, оскільки по всьому світу народ Пуерто-Рико вважається окремою карибською нацією, із власною національною ідентичністю. В червні 2016 року Спеціальна комісія ООН з деколонізації закликала Сполучені Штати Америки почати процес, який дозволить Пуерто-Рико самовизначитись, а саме «процес який дозволить пуерториканцям повноцінно користуватися своїм правом на самовизначення та незалежність… та дозволить пуерториканцям приймати суверенні рішення, реагувати на їхні нагальні економічні і соціальні потреби, включаючи безробіття, неплатоспроможність та бідність».

### Референдум 2020 року
Третього листопада 2020 року одночасно з загальними виборами відбудеться референдум, на якому громадяни вирішать питання приєднання до США в якості ще одного штату.

## Публічна підтримка статусу штату для Пуерто-Рико
Публічну підтримку надання статусу штату Пуерто-Рико висловлюють обидві основні американські партії: Демократична партія з 1940 року та Республіканська партія з 2008 року. Свою підтримку статусу штату для Пуерто-Рико публічно висловлювати президенти Джеральд Форд, Рональд Рейган,, Джордж Герберт Вокер Буш та Барак Обама.
Президент Джордж Герберт Вокер Буш 30 листопала 1992 року випустив меморандум для міністрів та голів агентств, який встановив чинні і на сьогодні адміністративні зв'язки між Пуерто-Рико та федеральнии урядом. Цей меморандум рекомендує всім міністерствам, агентствам та посадовцям ставитись до Пуерто-Рико в адміністративному плані так, ніби це штат, до тої міри, поки це не шкодить діяльності федерального уряду і федеральних програм. Наступний Президент, Білл Клінтон, 23 грудня 2000 підписав виконавчий наказ № 13183, який створив Президентську робочу групу зі статусу Пуерто-Рико.